# Distretto di Ben Azzouz
Il distretto di Ben Azzouz è un distretto della Provincia di Skikda, in Algeria.

## Comuni
Il distretto di Ben Azzouz comprende 3 comuni:
- Ben Azzouz
- Bekkouche Lakhdar
- El Marsa